# Lista över kampsporter
Detta är en lista över kampsporter

## Japanska kampsporter -budo

### Gendai budo
Gendai budo är moderna budokonster som utformats i Japan efter Meijirestaurationen.
| - Aikido - Iaido - Judo - Jukendo - Karate - Kendo | - Kyudo - Naginata - Jujutsu - Shorinjikempo - Sumo - Taido |

### Koryū budō
Koryu bujutsu är traditionella budōkonster. Att indela dem i grupper är svårt; nedanstående blir med nödvändighet en förenkling
- Tenshin Shōden Katori Shintō-ryū 天真正伝香取神道流
- Jodo/Jojutsu - Shindo Muso Ryu
- Naginatajutsu - Tendō-ryū 天道流

#### Svärdsskolor
Svärdsskolor är skolor som fokuserar på svärd.
- Kashima shinto ryu
- Kashima shin ryu
- Katori shinto ryu
- Niten Ichi Ryu
- Mugai-ryū

#### Traditionella jūjutsuskolor
Traditionell jujutsu är alls inte med nödvändighet vapenlös. Tvärtom ingår ofta vapenträning av något slag, och gränslinjen mellan svärdsskolor, jūjutsuskolor och andra typer av skolor är ofta flytande.
- Daito-Ryu Aikijujutsu
- Hontai Yoshin Ryu
- Kenjutsu (svärd)
- Bojutsu (stavar)
- Sojutsu (spjut)

#### Okinawansk budo
- Ryukyu kobujutsu är numera främst vapentekniker som utgår från redskap med ursprung i vardagliga lantliga föremål. I traditionen finns även karatens ursprung.
- Taido

### Övriga japanska kampsporter
- Ninpo taijutsu

Kampkonsten som är mera känd som ninjutsu har ett omtvistat ursprung, och kampkonsten är därför svår att klassificera vare sig som gendai budo eller koryu.
- Bujinkan

### Svenska jujutsusystem
De slag av jūjutsu som är vanligast i Sverige är skapade här av svenskar, ur olika japanska budokonster. De betraktas dock, och betraktar sig själva, som budo.
- Viking Cronholms
- Durewallsystemet
- Ju-jutsu Kai
- Kampjujutsu
- Sport Ju-jutsu
- Ju Shin Jutsu Ryu
- Gake ryu
- Dokuji rosen jujutsu

## Kinesiska kampsporter - Wushu/Kung Fu
Huvudartiklar: wushu och kung fu
Kategori: Kung fu
Både wushu och kung fu är mycket vida termer som beteckningar alla kinesiska kampsporter.

### Modern wushu
Ofta används uttrycket modern wushu för att beteckna modernare tävlingsinriktade former.
- Sanshou
- Taolu

### Traditionell wushu/kung fu
- Baguazhang (八卦掌)
- Bajiquan (八極拳)
- Chaquan (查拳)
- Changquan eng. Long Fist (長拳)
- Choy Lee Fut (蔡李佛)
- Choy gar (蔡家拳)
- Eagle Claw även Ying Jao / Bak Shaolin (應爪派)
- Hung gar (洪家拳)
- Liuhe Bafa (六合八法)
- Tanglangquan eng. Praying Mantis (螳螂拳)
- Taijiquan (太極拳)
- Tongbeiquan (通背拳)
- Xingyiquan (形意拳)
- Wing Chun/Wing Tsun (永春拳)
- Nordshaolin (北少林)
- Sydshaolin (南少林)

## Koreanska kampsporter
- Hapkido
- Taekwondo
- Tangsudo (Tang soo do)
- Taekyon
- Hwarangdo
- Soo Bahk Do
- Moo duk kwan
- Hanmoodo
- ITF Taekwondo
- WTF Taekwondo
- Kongsoodo
- Subakki
- Taesoodo
- Haidong Gumdo

## Filippinska kampsporter
- Arnis
- Escrima
- Kali

## Thailändska kampsporter
- Muay Thai / Thaiboxning

## Burmesiska kampsporter
- Lethwei

## Indonesiska kampsporter
- Pentjak Silat

## Vietnamesiska kampsporter
- Viet vo dao - Việt Võ Ðạo - Vovinam
- Kung Fu Binh Dinh
- Kwan Kido

## Ryska/Slaviska kampstilar
- Systema
- Sambo

## Europeiska och Amerikanska kampsporter
- Boxning
- Brottning
- Fäktsport
- Canne de combat
- Savate - boxe française
- Europeisk historisk kampkonst
- Lucha Canaria

## Kampsportsbegrepp
- Gradering
- Sparring

## Övriga
| - Brasiliansk Jiu-Jitsu - BJJ - Capoeira - Crazy Monkey Defence Program - Defendo - Glima - Goshindo - Kampidrott med träning enligt filosofin (tankarna, idéerna av Bruce Lee)Jeet Kune Do - JKD - Ninjutsu - Kickboxning | - Krav maga - Mixed Martial Arts - MMA - Shootfighting - Thaiboxning - Muay Thai |